# Mycetophila banhumai
Mycetophila banhumai är en tvåvingeart som beskrevs av Lane 1952. Mycetophila banhumai ingår i släktet Mycetophila och familjen svampmyggor. Inga underarter finns listade i Catalogue of Life.